# Thoracistus viridifer
Thoracistus viridifer är en insektsart som först beskrevs av Walker, F. 1869.  Thoracistus viridifer ingår i släktet Thoracistus och familjen vårtbitare. Inga underarter finns listade i Catalogue of Life.